# Pastinaca palmata
Pastinaca palmata är en flockblommig växtart som beskrevs av Calest. Pastinaca palmata ingår i släktet palsternackor, och familjen flockblommiga växter. Inga underarter finns listade i Catalogue of Life.